# Бо Цзюй-і

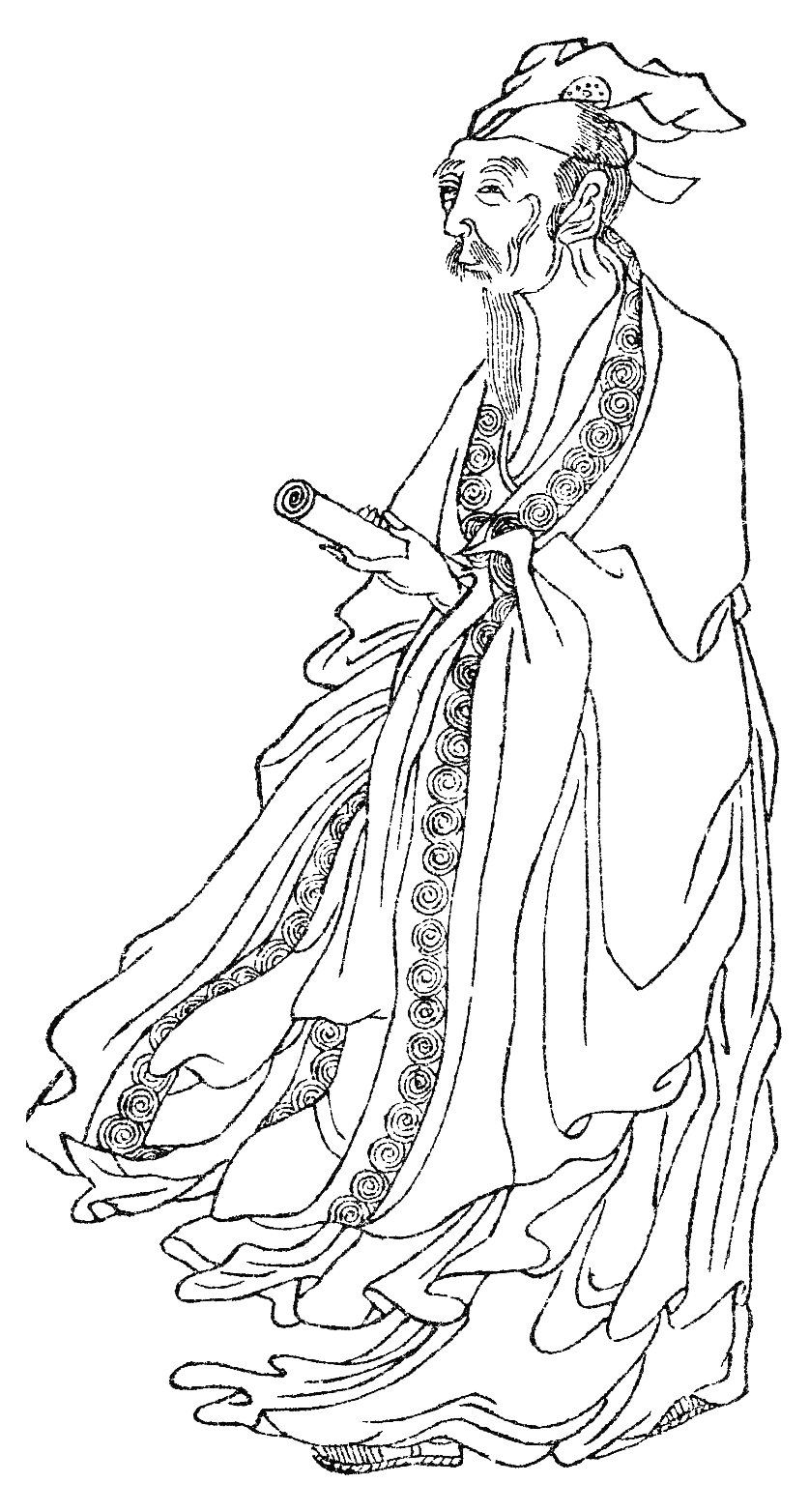
Бо Цзюй-I

Бо Цзюй-і (кит.: 白居易, 772–846) — китайський поет-реаліст епохи Тан.
Походив із знатного роду. Хоча й обіймав високі державні посади, проте зазнавав переслідувань за критику феодальних порядків і за свої симпатії до простих людей. У циклах віршів «Цінські наспіви» та «Нові народні пісні» Бо Цзюйі протестував проти гноблення народу феодалами. Ліричні твори поета, особливо поеми «Пісня про безмірну тугу», «Почув гру на чжені дівчини Цуя Сьомого» та «Лютня», популярні в Китаї, Японії. В творах пізнішого періоду відійшов від соціальних тем. Є героєм новели «Про три сни», автором якої був його брат — Бо Сінцзянь.